# Louis Goblet d'Alviella
Louis François Magloire Goblet d'Alviella (Doornik, 20 mei 1823 - Ukkel, 17 januari 1867) was een Belgisch volksvertegenwoordiger.

## Levensloop
Goblet was een zoon van Albert Goblet d'Alviella. Hij trouwde met gravin Coralie d'Auxy de Neufville (1815-1885) en ze hadden een zoon, Eugène Goblet d'Alviella
Goblet werd in 1838, samen met zijn vader, opgenomen in de erfelijke Belgische adel, met de titel van graaf.
Hij doorliep eerst een carrière als diplomaat:
- ambassaderaad (1843),
- adjunct bij de directie Handel van het Ministerie van Binnenlandse Zaken (1844),
- ambassadesecretaris (1845),
- adjunct Binnenlandse Zaken en vervolgens adjunct bij de politieke directie op het Ministerie van Buitenlandse Zaken (1845-1853).

Van 1858 tot 1865 was hij codirecteur van Forges, Fonderie, Platinerie et Emaillerie de Court-Saint-Etienne en daarna van de vennootschap Goblet-van Hoegaerden, van 1858 tot 1865.
Hij werd verkozen tot liberaal volksvertegenwoordiger voor het arrondissement Brussel in 1858 en vervulde dit mandaat tot in 1867. Voordien was hij van 1856 tot 1858 provincieraadslid voor Brabant.
Hij was lid en achtbare meester van de vrijmetselaarsloge Les Amis Philanthropes in Brussel.